# Daniel Bîrligea
George Daniel Bîrligea (* 19. April 2000 in Brăila) ist ein rumänischer Fußballspieler.

## Karriere

### Verein
Nachdem er im Alter von 12 Jahren mit seiner Mutter und seiner älteren Schwester nach Italien gezogen war, spielte er in der Jugend zunächst bis August 2016 für Cantera Ribolla und schloss sich dann Palermo an. Nach der U17 und U19 wechselte er zur Saison 2019/20 zu Terama, wo er nun ein paar Saisons in der Serie C aktiv war. Seit Januar 2022 steht er in Rumänien bei CFR Cluj unter Vertrag. Dort gewann er gleich die Meisterschaft. Auf internationaler Ebene kam er in der Folgesaison zu zwei Einsätzen in der Zwischenrunde der Conference League 2022/23.

### Nationalmannschaft
Mit der rumänischen U21 bestritt er erstmals im März 2022 einige Freundschaftsspiele und gehörte anschließend zum Kader bei der Europameisterschaft 2023.
Sein Debüt im Trikot der rumänischen A-Nationalmannschaft hatte er am 15. Oktober 2023 bei einem 4:0-Sieg über Andorra in der Qualifikation für die Europameisterschaft 2024, als er in der Startelf stand und in der 59. Minute für Valentin Mihăilă ausgewechselt wurde.